# NGC 818
NGC 818 je spirální galaxie s příčkou v souhvězdí Andromedy. Její zdánlivá jasnost je 12,4m a úhlová velikost 2,9′ × 1,2′. Je vzdálená 196 milionů světelných let, průměr má 165 000 světelných let. Galaxii objevil 18. října 1786 William Herschel.